# 한영외국어고등학교
한영외국어고등학교(漢榮外國語高等學校)는 대한민국 서울특별시 강동구 상일동에 있는 사립 외국어고등학교이다.

## 학교 연혁
- 1933년 4월 18일 : 한영학원 설립
- 1981년 10월 25일 : 최노애 여사 학교법인 한영학원 이사장 취임
- 1988년 7월 14일 : 한영외국어고등학교 설립 계획 승인
- 1989년 6월 17일 : 이조영 선생 초대 교장 취임
- 1990년 3월 1일 : 한영외국어고등학교 신축 교사준공(연건평 4,9364,936m2, 운동장 7,000m2)
- 1990년 4월 18일 : 개교식 거행
- 1992년 10월 18일 : 수산 문화관 준공(지하 1층, 지하 3층, 4848.48m2)
- 1998년 4월 25일 : 한영학원을 동원학원으로 개편
- 2009년 11월 30일 : 특별활동(서관) 준공식
- 2010년 9월 3일 : 청람관(도서관) 개관
- 2017년 12월 21일 : 조윤정 여사 이사장 취임
- 2023년 2월 7일 : 제31회 졸업식
- 2023년 3월 1일 : 김선영 선생 제12대 교장 취임
- 2023년 3월 2일 : 제34회 입학식

## 설치 학과
- 영어과는 교육 정책이 바뀌며 사라졌다
- 독일어과
- 프랑스어과
- 중국어과
- 일본어과
- 스페인어과

## 갤러리

수산문화관과 운동장
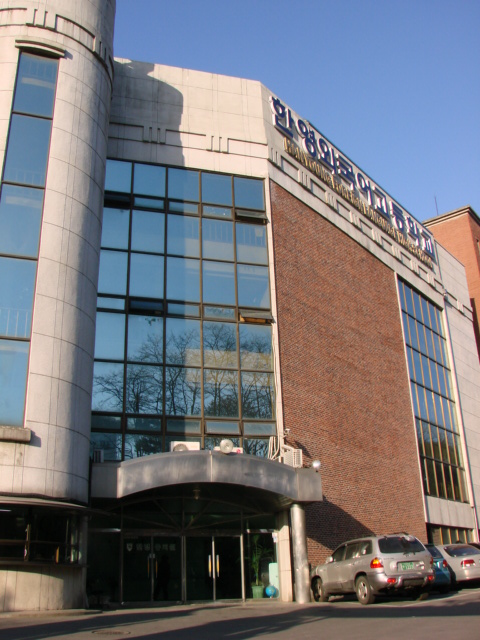
수산문화관. 정문 바로 앞에 위치하고 있는 건물이기 때문에, 정문으로 등교할 때 가장 먼저 보는 건물이 된다.

## 참고 자료
- 한영외국어고등학교 - 한국교육학술정보원 학교알리미